# Charles Kambale
Charles Kambale Mbogha (ur. 4 listopada 1942 w Lubango, zm. 9 października 2005 w Bukavu) – duchowny katolicki Demokratycznej Republiki Konga, arcybiskup Bukavu.
W latach 1963–1969 studiował w seminarium im. Piusa X w Bukavu, święcenia kapłańskie przyjął 24 lipca 1969. Trzy lata później wstąpił do zakonu asumpcjonistów (A.A.). Pracował jako duszpasterz i wykładowca seminariów w DR Konga (wówczas pod nazwą Zair). W czerwcu 1990 został mianowany biskupem Wamby; sakrę biskupią przyjął 25 listopada 1990 z rąk Laurenta Monsengwo Pasinya (arcybiskupa Kisangani). W grudniu 1995 przeniesiono go na stolicę biskupią Isiro-Niangara.
W marcu 2001 został następcą zmarłego w Rzymie Emmanuela Kataliko na stolicy arcybiskupiej Bukavu. Brał udział w pracach Konferencji Biskupów Afryki i Madagaskaru, kładł nacisk na współpracę między biskupami (m.in. przyczynił się do powstania w DR Konga Kolegium Wikariuszy Generalnych). W ostatnich latach życia ciężko chorował; krótko przed śmiercią zainaugurował obchody 100-lecia ewangelizacji kraju w pierwszej utworzonej parafii w DR Konga parafii (Nyangezi).